# Табор (гора)
Табор — потухший или спящий вулкан на юго-востоке Портленда, в Орегоне (США). Назван в честь горы Фавор Плимптоном Келли, сыном орегонского пионера Клинтона Келли. На склонах расположен одноимённый городской парк.

## Шлаковый конус
Вершина горы Табор поднимается на высоту 194 м.
Шлаковый конус горы Табор — часть лавового поля Боринг, обширной сети шлаковых конусов и небольших щитовых вулканов протянувшихся от Боринга в Орегоне до юго-запада Вашингтона.
Портленд — один из четырёх городов США, имеющих потухшие вулканы в пределах своих границ.
О вулканической природе горы Табор стало известно в 1912 году.